# Retable de Fisenne
Le retable de Fisenne, également appelé le retable de la Passion, est réalisé en chêne sculpté, polychrome et doré. Achevé vers 1510, il se trouvait ans la chapelle Saint-Remi de Fisenne (Belgique) mais fut transféré au musée Gaspar d'Arlon dont il constitue une des pièces maîtresses. Il y est visible pour les visiteurs depuis septembre 2004. Avec ses 2,04 mètres de haut et ses 2,48 mètres de large, il domine la salle religieuse du musée.

## Histoire
Le retable de Fisenne est une œuvre d'art sortant des ateliers anversois au début du XVIe siècle. L'importance et le prestige de la ville d'Anvers lors de ce siècle ont manifestement influencé la conception du retable. Le port a, à titre d'exemple, permis l'importation d'un bois de qualité provenant de la région de la Baltique. Véritable chef-d'œuvre, il a nécessité les savoir-faire de divers artisans, dont la coopération a été rendue possible grâce au statut de la guilde de Saint-Luc d'Anvers.
L'identité précise des artisans ayant participé à l'élaboration du retable de Fisenne n'est pas connue. Les retables anversois étaient considérés comme les modèles du XVIe siècle vu le prestigieux statut de la ville. S'ajoute également la production en série des retables ainsi que la diminution du coût de production. Le retable de Fisenne, une fois sorti de l'atelier a été commandé à destination de l'église Saint-Rémi de Fisenne (devenue en 1713 la chapelle Saint-Remi de Fisenne). Par souci de financement pour la réparation du toit et des voûtes de l'église, le retable a été mis en vente. L'argent récolté par cette vente devait subvenir le financement des travaux. Après plusieurs années de négociations, le gouverneur de la province du Luxembourg s'assura de se charger des réparations en échange du don de ce retable. Une fois acquis, le retable de Fisenne a connu quelques déménagements avant d'arriver au musée Gaspar en 2004, là où il se trouve encore aujourd'hui.

## Description
Le retable de Fisenne s'inscrit dans la lignées des retables anversois du XVIe siècle. Lorsque le retable est fermé, on remarque qu'il a la forme d'un T inversé ainsi que différents traits architecturaux faisant référence au mouvement gothique des églises.
La caisse centrale est divisée en deux registres distincts. De part et d'autre de la caisse centrale, se trouvent deux volets, chacun constitué de deux tableaux articulés par des charnières. Les niches où l'on retrouve les sculptures sont d'une profondeur de 24 centimètres. Ces volets accentuent l'effet théâtral de la scène. On observe aussi que la prédelle du retable de Fisenne est perdue.

### Le retable ouvert
Celui-ci, une fois ouvert, évoque des scènes du Nouveau Testament. Sa caisse centrale présente, au registre inférieur, quelques scènes de l'enfance du Christ. Le registre supérieur, quant à lui, doit être intégré aux tableaux peints sur les volets. Ensemble, ils évoquent la Passion du Christ. Autour de la caisse centrale, la gorge comporte les Sept Sacrements. Malheureusement, seuls trois sont encore visibles à savoir l'Ordre, l'Eucharistie et la Pénitence.

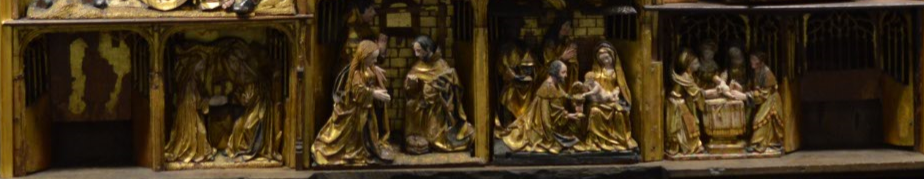
Registre inférieur du retable de Fisenne.
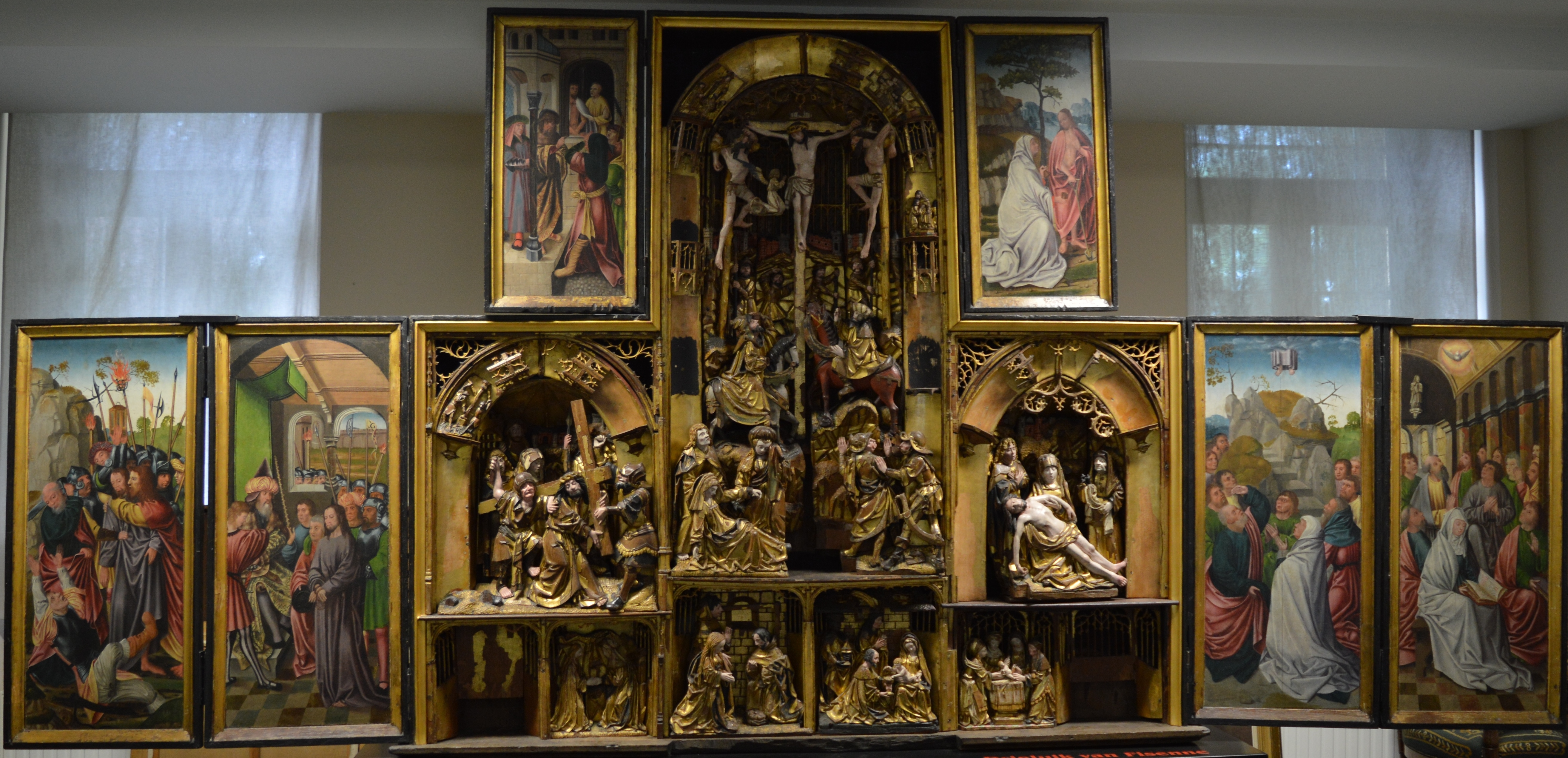
Sans compter le registre inférieur, le registre supérieur illustre la Passion du Christ.
L'Ordre, l'Eucharistie et la Pénitence, les 3 sacrements qui sont encore visibles.

### Le retable fermé

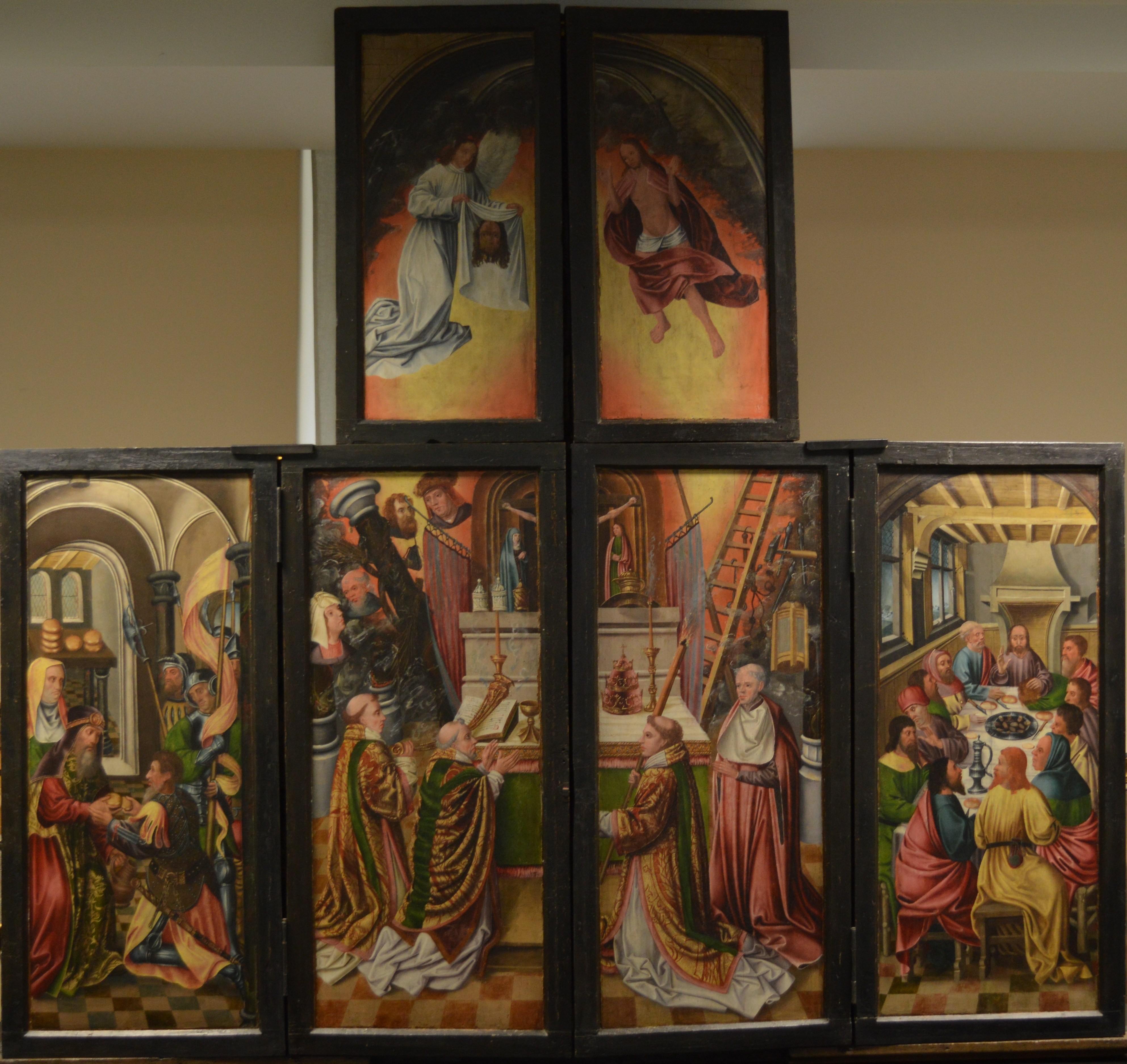
retable fermé : Scènes de l'Ancien Testament.

Le retable, une fois fermé, montre des scènes appartenant à l'Ancien Testament.

### Particularités
Il est possible, lorsqu'on regarde minutieusement le retable, de constater différents types de marques représentant des mains. Ces mains, posées par des contrôleurs appartenant à la guilde de Saint-Luc d'Anvers permettaient de donner la garantie de la production. Le retable de Fisenne compte 18 marques de ces mains brûlées. Toutes n'ont pas la même signification. Par exemple, deux mains au-dessus d'un château évoquent les armoiries de la ville d'Anvers représentant en quelque sorte un label de qualité actuel de l'œuvre. Ces marques permettent également définir avec certitude le centre de production d'un retable.

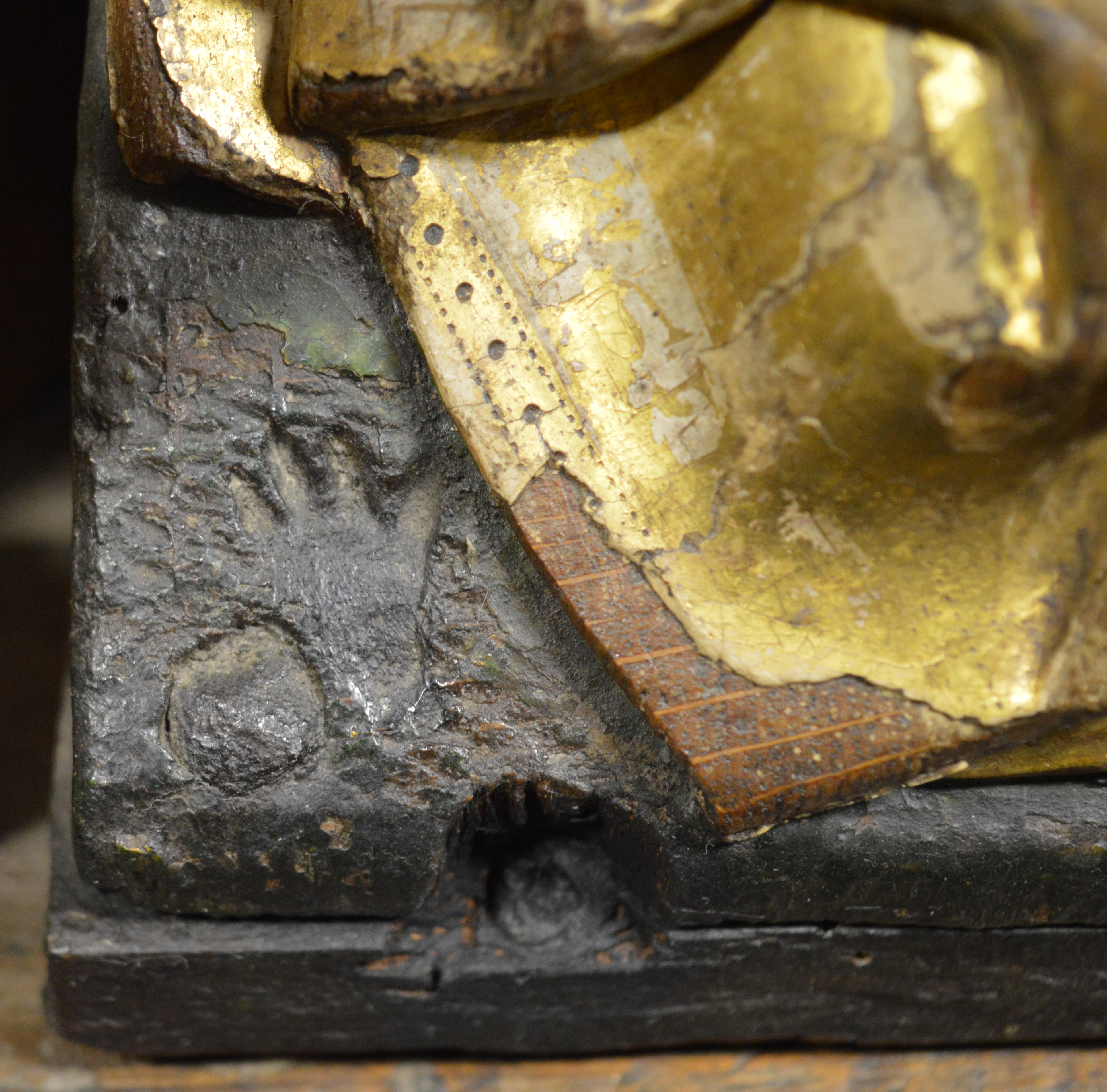
Une des 18 marques de mains brûlées du retable de Fisenne

## Restauration

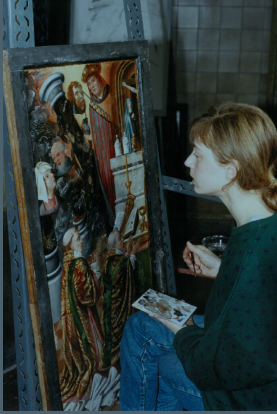
Restauratrice au travail lors de la restauration de 1993

L'état actuel du retable de Fisenne n'est évidemment pas le même qu'à sa sortie de l'atelier. Le temps l'a incontestablement détérioré. Face à ce problème, diverses restaurations ont eu lieu afin d'obtenir le résultat actuel. Aujourd'hui, l'état du retable de Fisenne est remarquable. l'IRPA (Institut royal du patrimoine artistique) en a fait une restauration en 1941. L'état de conservation du retable était très préoccupant jusqu'en 1993 où une restauration complète des peintures des tableaux a été réalisée à Anvers dans le cadre d'une exposition sur les retables anversois. C'est l'atelier Artikon qui a eu comme mission de le restaurer. Lors de cette restauration, il a été question des rénovations nécessaires. Certaines lacunes présentes sur les tableaux ont ainsi été complétées afin d'une meilleure lisibilité des différentes scènes. Pour compléter ces lacunes, les experts se sont basés sur un retable extrêmement proche du retable de Fisenne. Il est toutefois remarquable, par sa rareté, que la polychromie restante sur les sculptures du retable de Fisenne est l'originale du début du XVIe siècle.
- État avant la restauration de 1993 - photo de la restauration - État après la restauration de 1993
- État avant la restauration de 1993 - photo de la restauration - État après la restauration

## Exposition
Le retable de Fisenne sera au cœur des journées du patrimoine au musée Gaspar le week-end du 10 et 11 septembre 2016 dont le thème porte justement sur le patrimoine religieux et philosophique. Des visites guidées l'évoqueront amplement durant ce week-end.

### Monographie
- Guillaume Emilie, Zeippen Laetitia, Le retable de Fisenne. Joyau des collections du Musée Gaspar, vol. 1, Arlon, coll. « Les incontournables du Musée Gaspar », août 2016. A paraître prochainement.
- Marjan Buyle et Christine Vanthillo, Retables flamands et brabançons dans les monuments belges, Bruxelles, Ministerie van de Vlaamse Gemeenschap, coll. « M & L cahier, 4 », 1999, 256 p. (ISBN 90-403-0104-2).
- Brigitte de Patoul et Roger Van Schoute (dir.), Les Primitifs flamands et leur temps, Tournai, La Renaissance du Livre, 2000, 656 p., 33 cm (ISBN 2-8041-2013-9).

### Article
- Hans Nieuwdorp, « Introduction », dans Les retables anversois. XVe – XVIe siècles. Catalogues d'exposition, Cathédrale d'Anvers, 26 mai- 3 octobre 1993, p. 15-16.
- Catherine Perier-D'Ieteren, « Les volets peints des retables brabançons », dans Retables flamands et brabançons dans les monuments belges, Bruxelles, 2000, p. 37-52.
- Paul Philippot, « La conception des retables gothiques brabançons », dans Annales d'Histoire et de l'Art et d'Archéologie, n°1, vol. 1, Bruxelles, Université libre de Bruxelles, 1979, p. 29-40.
- Myriam Serck-Dewaide, « Matériaux. Techniques et polychromies », dans Retables flamands et brabançons dans les monuments belges, Bruxelles, 2000, p. 87-101.

### Catalogue d'exposition
- Antwerpse retabels (Retable anversois), I, Catalogue, II, Essays, Nieuwdport. (ed.), Anvers, 1993.